# أندرو باركر (سياسي)
أندرو باركر (بالإنجليزية: Andrew Parker)‏ هو محامي وسياسي أمريكي، ولد في 21 مايو 1805 بمقاطعة كمبرلاند في الولايات المتحدة، وتوفي في 15 يناير 1864. حزبياً، نشط في الحزب الديمقراطي. وقد انتخب عضو مجلس النواب الأمريكي.